# Kiraman
Kiraman is een bestuurslaag in het regentschap Alor van de provincie Oost-Nusa Tenggara, Indonesië. Kiraman telt 679 inwoners (volkstelling 2010).